# Rheumaptera infumata
Rheumaptera infumata är en fjärilsart som beskrevs av Louis Beethoven Prout 1907. Rheumaptera infumata ingår i släktet Rheumaptera och familjen mätare. Inga underarter finns listade.